# Economia de Grenada

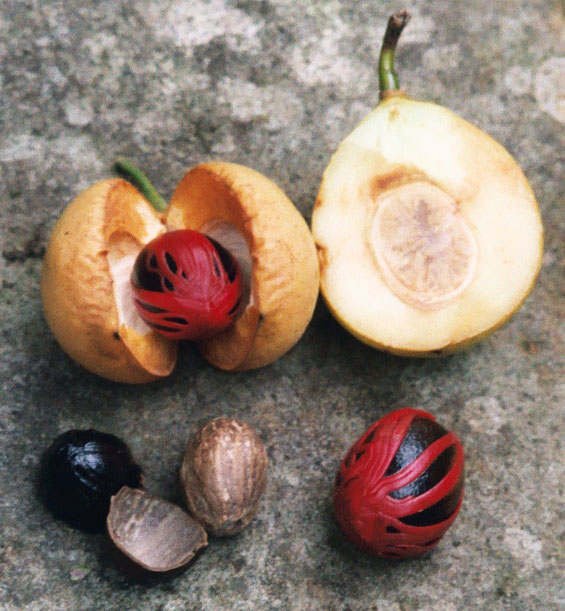
Nou moscada, producte d'exportació de Grenada.

El progrés econòmic de Grenada, a causa de les reformes fiscals i una macroeconomia prudent ha disparat el creixement anual del país al 5%-6% en 1998-99. L'increment de l'activitat econòmica ha estat liderat per la construcció i el comerç. Actualment el país depèn del turisme com la seva principal font d'ingressos de capital estranger, especialment després de la inauguració del seu aeroport internacional el 1985. Les instal·lacions turístiques s'han augmentat des de llavors.
Els huracans Ivan (2004) i Emily (2005) han severament damnificat el seu sector agrícola - especialment el cultiu de cacau. Després de la devastació, el país confronta un enorme dèficit públic, ampliat durant el procés de reconstrucció, i que arriba actualment a 110% del PIB.